# Томіслав Бутина
Томіслав Бутина (хорв. Tomislav Butina, нар. 30 березня 1974, Загреб) — хорватський футболіст, воротар.
Насамперед відомий виступами за клуб «Динамо» (Загреб), а також національну збірну Хорватії.
Чотириразовий чемпіон Хорватії. Триразовий володар Кубка Хорватії. Володар Кубка Бельгії. Чемпіон Бельгії. Чемпіон Греції.

## Клубна кар'єра
Вихованець футбольної школи клубу «Динамо» (Загреб). Дорослу футбольну кар'єру розпочав 1991 року в основній команді того ж клубу, в якій провів три сезони.
Згодом з 1994 по 1997 рік грав на умовах оренди у складі команд клубів «Карловац», «Самобор» та «Славен Белупо».
Своєю грою за останню команду знову привернув увагу представників тренерського штабу клубу «Динамо» (Загреб), до складу якого повернувся 1997 року. Цього разу відіграв за «динамівців» наступні шість сезонів своєї ігрової кар'єри. За цей час чотири рази виборював титул чемпіона Хорватії, ставав володарем Кубка Хорватії (тричі).
Протягом 2003—2008 років захищав кольори бельгійського «Брюгге» та грецького «Олімпіакоса». Протягом цих років додав до переліку своїх трофеїв титул володаря Кубка Бельгії, ставав чемпіоном Бельгії, чемпіоном Греції.
Завершив професійну ігрову кар'єру у клубі «Динамо» (Загреб), у складі якого вже виступав раніше. Прийшов до команди 2008 року, захищав її кольори до припинення виступів на професійному рівні у 2010.

## Виступи за збірну
2001 року дебютував в офіційних матчах у складі національної збірної Хорватії. Протягом кар'єри у національній команді, яка тривала 6 років, провів у формі головної команди країни 28 матчів. 
У складі збірної був учасником чемпіонату світу 2002 року в Японії і Південній Кореї, чемпіонату Європи 2004 року у Португалії, а також чемпіонату світу 2006 року у Німеччині.

## Титули і досягнення
- Чемпіон Хорватії (6):

«Динамо» (Загреб): 1997-98, 1998-99, 1999-2000, 2002-03, 2008-09, 2009-10
- Володар Кубка Хорватії (4):

«Динамо» (Загреб): 1997-98, 2000-01, 2001-02, 2008-09
- Володар Суперкубка Хорватії (2):

«Динамо» (Загреб): 2002, 2010
- Чемпіон Бельгії (1):

«Брюгге»: 2004-2005
- Володар Кубка Бельгії (1):

«Брюгге»: 2003-04
- Володар Суперкубка Бельгії (3):

«Брюгге»: 2003, 2004, 2005
- Чемпіон Греції (2):

«Олімпіакос»: 2006-07, 2007-08
- Володар Кубка Греції (1):

«Олімпіакос»: 2007-08
- Володар Суперкубка Греції (1):

«Олімпіакос»: 2007